# Ollarianus vestigii
Ollarianus vestigii är en insektsart som beskrevs av Delong 1944. Ollarianus vestigii ingår i släktet Ollarianus och familjen dvärgstritar. Inga underarter finns listade i Catalogue of Life.